# Mynor Ramírez
Mynor Ramírez Fuentes (* 25. Juli 1972) ist ein ehemaliger guatemaltekischer Ringer. Er war Medaillengewinner bei Pan Amerikanischen Meisterschaften und Olympiateilnehmer für Guatemala im griechisch-römischen Stil im Papiergewicht.

## Werdegang
Mynor Ramírez begann als Jugendlicher mit dem Ringen. Er betätigte sich dabei in beiden Stilarten, dem griechisch-römischen und dem freien Stil. Er rang immer im Papiergewicht, der leichtesten Gewichtsklasse, die ihr Gewichtslimit zu seiner Zeit bei 48 kg Körpergewicht hatte.
Im Alter von 18 Jahren startete er 1990 erstmals bei einer internationalen Meisterschaft und belegte dabei bei den Central American & Caribbean Championships in Mexiko-Stadt im griechisch-römischen Stil den 3. Platz hinter Wilber Sánchez aus Kuba und Joel Manuel Medina aus Venezuela.
Bei den Pan Amerikanischen Spielen 1991 in Havanna startete Mynor Ramírez sowohl im freien Stil als auch im griech.-röm. Stil. Im freien Stil belegte er hinter Aldo Martínez aus Kuba, Jose A. Sabino aus der Dom. Rep. und Tim Vanni aus den Vereinigten Staaten den 4. Platz, im griech.-röm. Stil, wo im Papiergewicht Mark Fuller, USA, siegte, belegte er den 7. Platz.
1992 belegte Mynor Ramírez bei der Pan Amerikanischen Meisterschaft hinter Wilber Sánchez und vor Enrique Aguilar Zermeno aus Mexiko im griech.-röm. Stil den 2. Platz und qualifizierte sich damit für die Teilnahme an den Olympischen Spielen in Barcelona. In Barcelona verlor er im Papiergewicht gegen Fuat Yıldız aus Deutschland und gegen den Chinesen Wei Jiang und wurde mit allen Ringern, die nach der 2. Runde ausschieden gemeinsam auf den 11. Platz gesetzt.
In den folgenden Jahren erkämpfte sich Mynor Ramírez vor allem bei den Central American & Caribbean Championships hervorragende Plätze. 1994 gewann er diese Meisterschaft, die in San Salvador stattfand, sogar in beiden Stilarten. Bei den Pan Amerikanischen Meisterschaften 1995 in Mar del Plata kam er hingegen im freien Stil nur auf den 5. Platz. 1996 qualifizierte er sich in Cali noch einmal für die Teilnahme an den Olympischen Spielen in Atlanta, diesmal jedoch im freien Stil. 
Bei den Olympischen Spielen in Atlanta konnte er aber wieder keinen Kampf gewinnen. Er unterlag dort im freien Stil des Papiergewichts gegen Rob Eiter aus den Vereinigten Staaten und gegen Isaac Jacob aus Nigeria und landete auf dem 17. Platz.
Danach beendete er seine internationale Ringerlaufbahn.

## Internationale Erfolge
| Jahr | Platz | Wettbewerb                                                 | Stil | Gewichtsklasse | |
| 1990 | 3.    | Central American & Caribbean Championships in Mexiko-Stadt | GR   | Papier         | hinter Wilber Sánchez, Kuba u. Joel Manuel Medina, Venezuela                                           |
| 1991 | 4.    | Pan Amerikanische Spiele in Havanna                        | F    | Papier         | hinter Aldo Martínez, Kuba, Jose A. Sabino, Dom. Rep. u. Tim Vanni, USA                                |
| 1991 | 7.    | Pan Amerikanische Spiele in Havanna                        | GR   | Papier         | Sieger: Mark Fuller, USA vor Geovany Mato, Kuba u. Jose A. Sabino                                      |
| 1992 | 2.    | Pan Amerikanische Meisterschaft                            | GR   | Papier         | hinter Wilber Sánchez, vor Enrique Aguilar Zermeno, Mexiko u. Imran Akhtar, Kanada                     |
| 1992 | 11.   | OS in Barcelona                                            | GR   | Papier         | nach Niederlagen gegen Fuat Yıldız, Deutschland u. Wei Jiang, China                                    |
| 1993 | 3.    | Central American & Caribbean Championships in Ponce        | GR   | Papier         | hinter Wilber Sánchez u. Enrique Aguilar Zermeno                                                       |
| 1993 | 3.    | Central American & Caribbean Championships in Ponce        | F    | Papier         | hinter Alexis Vila Perdomo, Kuba u. Itamar Diaz, Venezuela                                             |
| 1994 | 1.    | Central American & Caribbean Championships in San Salvador | GR   | Papier         | vor Antonio Gonzalez, Panama u. Ronaldo Luna, Guatemala                                                |
| 1994 | 1.    | Central American & Caribbean Championships in San Salvador | F    | Papier         | vor Antonio Gonzalez u. Josue Fernandez, Honduras                                                      |
| 1995 | 5.    | Pan Amerikanische Spiele in Mar del Plata                  | F    | Papier         | hinter Alexis Vila Perdomo, Paul Ragusa, Kanada, Tim Vanni u. Jose Manuel Restrepo Gonzalez, Kolumbien |
| 1996 | 5.    | Olympia-Qualif.-Turnier in Cali                            | F    | Papier         | hinter Alexis Vila Perdomo, Paul Ragusa, Jose Manuel Restrepo Gonzalez u. Filiberto Fernandez, Mexiko  |
| 1996 | 17.   | OS in Atlanta                                              | F    | Papier         | nach Niederlagen gegen Rob Eiter, USA u. Isaac Jacob, Nigeria                                          |

Anm.: OS = Olympische Spiele, GR = griechisch-römischer Stil, F = freier Stil, Papiergewicht, damals bis 48 kg Körpergewicht